# Abira, Hokkaidō
Abira (安平町 Abira-chō) là thị trấn thuộc huyện Yūfutsu, phó tỉnh Iburi, Hokkaidō, Nhật Bản. Tính đến ngày 1 tháng 10 năm 2020, dân số ước tính thị trấn là 7.340 người và mật độ dân số là người/km2. Tổng diện tích thị trấn là 237,13 km2.